# Sant Elies de Mediona
Sant Elies és un temple al terme municipal de Mediona (Alt Penedès) catalogat a l'Inventari del Patrimoni Arquitectònic de Catalunya. Capella d'una nau restaurada fa pocs anys. L'absis és romànic amb tres finestres, totes tapiades i dues deformades. A l'interior, existeixen dos arcs gòtics aguantant la teulada i un altre, més petit, que separa l'absis de la nau. La construcció és de molt bona qualitat.
El 2024 es va afegir al projecte Miravinya, ruta turística dels miradors del Penedès.